# Discografia di Meat Loaf
La seguente è la discografia di Meat Loaf, cantante statunitense in attività dal 1968.

## Album

### Album in studio
| Anno                                                                                               | Titolo                                                                                                  | Classifiche | Classifiche | Classifiche | Classifiche | Classifiche | Classifiche | Classifiche | Classifiche | Classifiche | Classifiche | Classifiche | Classifiche | Certificazioni |
| Anno                                                                                               | Titolo                                                                                                  | US          | AUS         | AUT         | CAN         | GER         | IRL         | NLD         | NOR         | NZL         | SWE         | SWI         | UK          | Certificazioni |
| -------------------------------------------------------------------------------------------------- | --- | ----------- | ----------- | ----------- | ----------- | ----------- | ----------- | ----------- | ----------- | ----------- | ----------- | ----------- | ----------- | --- |
| 1971                                                                                               | Stoney & Meatloaf - Pubblicazione: ottobre 1971 - Etichetta: Rare Earth/Motown                          | —           | —           | —           | —           | —           | —           | 25          | —           | —           | —           | —           | —           | |
| 1977                                                                                               | Bat Out of Hell - Pubblicazione: 21 ottobre 1977 - Etichetta: Cleveland International Records           | 14          | 1           | —           | 5           | 11          | 1           | 1           | —           | 1           | 13          | —           | 9           | - AUS: 25× Platino - CAN: 2× Diamante - NZL: 17× Platino - UK: 10× Platino - US: 14× Platino                       |
| 1981                                                                                               | Dead Ringer - Pubblicazione: 4 settembre 1981 - Etichetta: Epic Records                                 | 45          | 5           | —           | 26          | 8           | —           | 10          | 10          | 2           | 1           | —           | 1           | - CAN: Oro - UK: Platino                                                                                           |
| 1983                                                                                               | Midnight at the Lost and Found - Pubblicazione: maggio 1983 - Etichetta: Epic Records                   | —           | 84          | —           | —           | 26          | —           | —           | 7           | —           | 21          | —           | 7           | - UK: Oro |
| 1984                                                                                               | Bad Attitude - Pubblicazione: novembre 1984 - Etichetta: Arista Records                                 | 74          | 42          | —           | —           | 24          | —           | —           | —           | —           | 36          | —           | 8           | - UK: Oro |
| 1986                                                                                               | Blind Before I Stop - Pubblicazione: settembre 1986 - Etichetta: Atlantic Records                       | —           | —           | —           | —           | 51          | —           | —           | —           | —           | 36          | 21          | 28          | - UK: Argento |
| 1993                                                                                               | Bat Out of Hell II: Back into Hell - Pubblicazione: 14 settembre 1993 - Etichetta: MCA Records          | 1           | 1           | 1           | 1           | 1           | 1           | 1           | 2           | 1           | 1           | 1           | 1           | - AUT: Platino - CAN: 9× Platino - GER: 2× Platino - SWE: Platino - SWI: Platino - UK: 6× Platino - US: 5× Platino |
| 1995                                                                                               | Welcome to the Neighborhood - Pubblicazione: 14 novembre 1995 - Etichetta: MCA Records                  | 17          | 10          | 44          | 14          | 10          | 4           | 28          | 12          | 17          | 22          | 10          | 3           | - CAN: Platino - GER: Oro - UK: Platino - US: Platino                                                              |
| 2003                                                                                               | Couldn't Have Said It Better - Pubblicazione: 23 settembre 2003 - Etichetta: Mercury Records            | 85          | 28          | 58          | —           | 8           | 16          | 36          | —           | 17          | 26          | 44          | 4           | - UK: Oro |
| 2006                                                                                               | Bat Out of Hell III: The Monster Is Loose - Pubblicazione: 20 ottobre 2006 - Etichetta: Mercury Records | 8           | 9           | 5           | 3           | 2           | 16          | 7           | 6           | 5           | 10          | 3           | 3           | - AUS: Oro - CAN: Oro - GER: Oro - SWI: Oro - UK: Platino - US: Oro                                                |
| 2010                                                                                               | Hang Cool Teddy Bear - Pubblicazione: 19 aprile 2010 - Etichetta: Mercury Records                       | 27          | 16          | 11          | 18          | 4           | 28          | 23          | 16          | 5           | 21          | 4           | 4           | - UK: Oro |
| 2011                                                                                               | Hell in a Handbasket - Pubblicazione: 30 settembre 2011 - Etichetta: Sony Music                         | 100         | 20          | —           | —           | 29          | 51          | 62          | —           | 39          | —           | 49          | 5           | |
| 2016                                                                                               | Braver Than We Are                                                                                      |             |             |             |             |             |             |             |             |             |             |             |             | |
| "—" indica una pubblicazione che non si è classificata o che non è stata pubblicata in quel Paese. | |             |             |             |             |             |             |             |             |             |             |             |             | |

### Album dal vivo
| Anno                                                                                               | Titolo | Classifiche | Classifiche | Classifiche | Classifiche | Certificazioni |
| Anno                                                                                               | Titolo | US          | GER         | IRL         | UK          | Certificazioni |
| -------------------------------------------------------------------------------------------------- | --- | ----------- | ----------- | ----------- | ----------- | -------------- |
| 1987                                                                                               | Live at Wembley - Pubblicazione: ottobre 1987 - Etichetta: Arista Records                                                | —           | —           | —           | 60          |                |
| 1996                                                                                               | Live Around the World - Pubblicazione: novembre 1996 - Etichetta: MCA Records                                            | —           | —           | —           | —           |                |
| 1999                                                                                               | VH1 Storytellers - Pubblicazione: settembre 1999 - Etichetta: Mercury Records                                            | 129         | —           | —           | —           |                |
| 2004                                                                                               | Bat Out of Hell: Live with the Melbourne Symphony Orchestra - Pubblicazione: settembre 2004 - Etichetta: Mercury Records | —           | 81          | 69          | 14          | - UK: Argento  |
| 2007                                                                                               | 3 Bats Live - Pubblicazione: ottobre 2007 - Etichetta: Mercury Records                                                   | —           | 72          | —           | —           |                |
| 2012                                                                                               | Guilty Pleasure Tour - Live from Sydney, Australia - Pubblicazione: ottobre 2012 - Etichetta: The Store For Music Ltd    | —           | —           | —           | —           |                |
| "—" indica una pubblicazione che non si è classificata o che non è stata pubblicata in quel Paese. | |             |             |             |             |                |

### Raccolte
| Anno                                                                                               | Titolo | Classifiche | Classifiche | Classifiche | Classifiche | Classifiche | Classifiche | Classifiche | Classifiche | Classifiche | Classifiche | Certificazioni          |
| Anno                                                                                               | Titolo | AUS         | AUT         | GER         | IRL         | NLD         | NOR         | NZL         | SWE         | SWI         | UK          | Certificazioni          |
| -------------------------------------------------------------------------------------------------- | --- | ----------- | ----------- | ----------- | ----------- | ----------- | ----------- | ----------- | ----------- | ----------- | ----------- | ----------------------- |
| 1984                                                                                               | Hits Out of Hell - Pubblicazione: 1984 - Etichetta: Cleveland International / Epic                                   | —           | —           | 53          | 41          | —           | —           | 10          | —           | —           | 2           | - UK: Platino           |
| 1984                                                                                               | The Big Ones - Pubblicazione: agosto 1984 (solo in Australia) - Etichetta: J&B Records                               | 14          | —           | —           | —           | —           | —           | —           | —           | —           | —           |                         |
| 1987                                                                                               | Rock 'N' Roll Hero - Pubblicazione: 1987 (solo nel Regno Unito) - Etichetta: Pickwick Records                        | —           | —           | —           | —           | —           | —           | —           | —           | —           | —           |                         |
| 1989                                                                                               | Prime Cuts - Pubblicazione: 1989 (solo in Europa) - Etichetta: Arista Records                                        | —           | —           | —           | —           | —           | —           | —           | —           | —           | —           |                         |
| 1989                                                                                               | Heaven & Hell (con Bonnie Tyler) - Pubblicazione: 1989 - Etichetta: Columbia Records                                 | 43          | —           | —           | 28          | —           | —           | —           | —           | —           | 9           | - UK: Platino           |
| 1991                                                                                               | Paradise by the Dashboardlight (The Very Best of) - Pubblicazione: febbraio 1991 - Etichetta: Arcade Records         | —           | —           | —           | —           | 23          | —           | —           | —           | —           | —           |                         |
| 1992                                                                                               | Meat Loaf and Friends - Pubblicazione: 1992 (solo in Europa) - Etichetta: Epic Records                               | —           | —           | —           | —           | —           | —           | —           | —           | —           | —           |                         |
| 1993                                                                                               | Back from Hell! The Very Best of Meat Loaf - Pubblicazione: 1993 - Etichetta: Columbia Records                       | —           | 9           | 5           | —           | —           | 3           | —           | —           | 6           | —           |                         |
| 1994                                                                                               | Back from Hell Again! − The Very Best of Meat Loaf Vol. 2 - Pubblicazione: agosto 1994 - Etichetta: Columbia Records | —           | —           | 59          | —           | —           | —           | —           | —           | —           | —           |                         |
| 1994                                                                                               | Alive in Hell - Pubblicazione: ottobre 1994 - Etichetta: Pure Music                                                  | —           | —           | —           | —           | —           | —           | —           | —           | —           | 33          |                         |
| 1995                                                                                               | Definitive Collection - Pubblicazione: 1995 (solo in Europa) - Etichetta: Epic Records                               | —           | —           | —           | —           | —           | —           | —           | —           | —           | —           |                         |
| 1996                                                                                               | Heaven Can Wait – The Best Ballads of Meat Loaf Vol. 1 - Pubblicazione: gennaio 1996 - Etichetta: Epic Records       | —           | —           | 30          | —           | —           | —           | —           | —           | —           | —           | - UK: Oro               |
| 1998                                                                                               | The Very Best of Meat Loaf - Pubblicazione: novembre 1998 - Etichetta: Epic Records                                  | 26          | —           | 5           | 14          | 29          | —           | 22          | 39          | —           | 14          | - UK: Platino - US: Oro |
| 2003                                                                                               | Heaven Can Wait – The Best of Meat Loaf - Pubblicazione: marzo 2003 - Etichetta: EMI Gold                            | —           | —           | —           | —           | —           | —           | —           | —           | —           | —           |                         |
| 2003                                                                                               | Fallen Angel - Pubblicazione: giugno 2003 - Etichetta: Epic Records                                                  | —           | —           | —           | —           | —           | —           | —           | —           | —           | —           |                         |
| 2009                                                                                               | Piece of the Action: The Best of Meat Loaf - Pubblicazione: 2009 - Etichetta: Sony Music                             | —           | —           | —           | 80          | —           | —           | —           | —           | —           | 56          | - UK: Platino           |
| 2009                                                                                               | Hits Out of Hell (riedizione estesa) - Pubblicazione: giugno 2009 - Etichetta: Epic Records                          | —           | —           | —           | 41          | —           | —           | —           | —           | —           | 10          | - UK: Platino           |
| 2012                                                                                               | Playlist: The Very Best of Meat Loaf - Pubblicazione: 9 ottobre 2012 - Etichetta: Epic Records                       | —           | —           | —           | —           | —           | —           | —           | —           | —           | —           |                         |
| "—" indica una pubblicazione che non si è classificata o che non è stata pubblicata in quel Paese. | |             |             |             |             |             |             |             |             |             |             |                         |

## Extended play
| Anno | Titolo                                                               | Classifiche | Classifiche | Classifiche |
| Anno | Titolo                                                               | US          | IRL         | UK          |
| ---- | -------------------------------------------------------------------- | ----------- | ----------- | ----------- |
| 1982 | In Europe '82 - Pubblicazione: aprile 1984 - Etichetta: Epic Records | —           | 3           | —           |

## Singoli
| Anno                                                                                               | Singolo                                                         | Classifiche | Classifiche | Classifiche | Classifiche | Classifiche | Classifiche | Classifiche | Classifiche | Classifiche | Classifiche | Classifiche | Classifiche | Classifiche | Classifiche | Certificazioni                                                          | Album di provenienza                      |
| Anno                                                                                               | Singolo                                                         | US          | US MR       | US AC       | AUS         | AUT         | CAN         | GER         | IRL         | NLD         | NOR         | NZL         | SWE         | SWI         | UK          | Certificazioni                                                          | Album di provenienza                      |
| -------------------------------------------------------------------------------------------------- | --------------------------------------------------------------- | ----------- | ----------- | ----------- | ----------- | ----------- | ----------- | ----------- | ----------- | ----------- | ----------- | ----------- | ----------- | ----------- | ----------- | ----------------------------------------------------------------------- | ----------------------------------------- |
| 1971                                                                                               | What You See Is What You Get (Stoney & Meatloaf)                | 71          | —           | —           | —           | —           | —           | —           | —           | —           | —           | —           | —           | —           | —           |                                                                         | Stoney & Meatloaf                         |
| 1971                                                                                               | It Takes All Kinds of People (Stoney & Meatloaf)                | —           | —           | —           | —           | —           | —           | —           | —           | —           | —           | —           | —           | —           | —           |                                                                         | Stoney & Meatloaf                         |
| 1977                                                                                               | You Took the Words Right Out of My Mouth                        | 39          | —           | —           | 3           | —           | 31          | 22          | —           | 4           | —           | 2           | —           | —           | 33          | - UK: Oro                                                               | Bat Out of Hell                           |
| 1977                                                                                               | Paradise by the Dashboard Light (con Ellen Foley)               | 39          | —           | —           | —           | —           | 11          | —           | —           | 1           | —           | —           | —           | —           | —           | - CAN: Oro                                                              | Bat Out of Hell                           |
| 1977                                                                                               | Two Out of Three Ain't Bad                                      | 11          | —           | 31          | 11          | —           | 5           | —           | —           | —           | —           | 9           | —           | —           | 32          | - CAN: Oro - UK: Oro - US: Oro                                          | Bat Out of Hell                           |
| 1979                                                                                               | Bat Out of Hell                                                 | —           | —           | —           | 26          | —           | —           | —           | 16          | —           | —           | —           | —           | —           | 15          | - UK: Oro                                                               | Bat Out of Hell                           |
| 1981                                                                                               | I'm Gonna Love Her for Both of Us                               | 84          | —           | —           | 92          | —           | 41          | —           | —           | —           | —           | 40          | —           | —           | 62          |                                                                         | Dead Ringer                               |
| 1981                                                                                               | Dead Ringer for Love (con Cher)                                 | —           | —           | —           | 65          | —           | —           | —           | 2           | 39          | —           | —           | 16          | —           | 5           | - UK: Oro                                                               | Dead Ringer                               |
| 1982                                                                                               | Read 'Em and Weep                                               | —           | —           | —           | —           | —           | —           | —           | —           | —           | —           | —           | —           | —           | —           |                                                                         | Dead Ringer                               |
| 1982                                                                                               | Peel Out                                                        | —           | —           | —           | —           | —           | —           | —           | —           | —           | —           | —           | —           | —           | —           |                                                                         | Dead Ringer                               |
| 1983                                                                                               | If You Really Want To                                           | —           | —           | —           | —           | —           | —           | —           | —           | —           | —           | —           | —           | —           | 59          |                                                                         | Midnight at the Lost and Found            |
| 1983                                                                                               | Razor's Edge                                                    | —           | —           | —           | —           | —           | —           | —           | —           | —           | —           | —           | —           | —           | 41          |                                                                         | Midnight at the Lost and Found            |
| 1983                                                                                               | Midnight at the Lost and Found                                  | —           | —           | —           | —           | —           | —           | —           | 21          | —           | —           | —           | —           | —           | 17          |                                                                         | Midnight at the Lost and Found            |
| 1984                                                                                               | Modern Girl                                                     | —           | —           | —           | —           | —           | —           | 30          | 16          | —           | —           | —           | —           | —           | 17          |                                                                         | Bad Attitude                              |
| 1984                                                                                               | Nowhere Fast                                                    | —           | —           | —           | —           | —           | —           | —           | —           | —           | —           | —           | —           | —           | 67          |                                                                         | Bad Attitude                              |
| 1984                                                                                               | Surf's Up                                                       | —           | —           | —           | —           | —           | —           | —           | —           | —           | —           | —           | —           | —           | —           |                                                                         | Bad Attitude                              |
| 1984                                                                                               | Sailor to a Siren                                               | —           | —           | —           | —           | —           | —           | —           | —           | —           | —           | —           | —           | —           | —           |                                                                         | Bad Attitude                              |
| 1985                                                                                               | Piece of the Action                                             | —           | —           | —           | 98          | —           | —           | —           | —           | —           | —           | —           | —           | —           | 47          |                                                                         | Bad Attitude                              |
| 1986                                                                                               | Rock 'n' Roll Mercenaries (con John Parr)                       | —           | —           | —           | —           | —           | —           | —           | —           | —           | —           | —           | —           | —           | 31          |                                                                         | Blind Before I Stop                       |
| 1986                                                                                               | Getting Away with Murder                                        | —           | —           | —           | —           | —           | —           | —           | —           | —           | —           | —           | —           | —           | —           |                                                                         | Blind Before I Stop                       |
| 1987                                                                                               | Blind Before I Stop                                             | —           | —           | —           | —           | —           | —           | —           | —           | —           | —           | —           | —           | —           | 89          |                                                                         | Blind Before I Stop                       |
| 1987                                                                                               | Special Girl                                                    | —           | —           | —           | —           | —           | —           | —           | —           | —           | —           | —           | —           | —           | 81          |                                                                         | Blind Before I Stop                       |
| 1987                                                                                               | A Time for Heroes (con Brian May)                               | —           | —           | —           | —           | —           | —           | —           | —           | —           | —           | —           | —           | —           | —           |                                                                         | Nessun album di provenienza               |
| 1991                                                                                               | Bat Out of Hell (riedizione)                                    | —           | —           | —           | 79          | —           | —           | —           | —           | —           | —           | —           | —           | —           | —           |                                                                         | Bat Out of Hell: Re-Vamped                |
| 1991                                                                                               | Dead Ringer for Love (riedizione)                               | —           | —           | —           | —           | —           | —           | —           | 28          | —           | —           | —           | —           | —           | 53          |                                                                         | Bat Out of Hell: Re-Vamped                |
| 1992                                                                                               | Two Out of Three Ain't Bad (riedizione)                         | —           | —           | —           | —           | —           | —           | —           | 25          | —           | —           | —           | —           | —           | 69          |                                                                         | Bat Out of Hell: Re-Vamped                |
| 1993                                                                                               | I'd Do Anything for Love (But I Won't Do That)                  | 1           | 10          | 9           | 1           | 1           | 1           | 1           | 1           | 1           | 1           | 1           | 1           | 1           | 1           | - AUS: 2× Platino - AUT: Platino - SWI: Oro - UK: Platino - US: Platino | Bat Out of Hell II: Back into Hell        |
| 1993                                                                                               | Life Is a Lemon and I Want My Money Back                        | —           | 17          | —           | —           | —           | —           | —           | —           | —           | —           | —           | —           | —           | —           |                                                                         | Bat Out of Hell II: Back into Hell        |
| 1993                                                                                               | Bat Out of Hell (riedizione)                                    | —           | —           | —           | —           | —           | —           | —           | 16          | —           | —           | —           | —           | —           | 8           |                                                                         | Bat Out of Hell                           |
| 1994                                                                                               | Rock and Roll Dreams Come Through                               | 13          | 25          | 24          | 18          | 17          | 4           | 26          | 19          | 26          | —           | 6           | 18          | —           | 11          |                                                                         | Bat Out of Hell II: Back into Hell        |
| 1994                                                                                               | Objects in the Rear View Mirror May Appear Closer Than They Are | 38          | —           | —           | 52          | —           | 26          | 90          | —           | —           | —           | 32          | —           | —           | 26          |                                                                         | Bat Out of Hell II: Back into Hell        |
| 1994                                                                                               | Good Girls Go to Heaven (Bad Girls Go Everywhere)               | —           | —           | —           | —           | —           | —           | —           | —           | —           | —           | —           | —           | —           | —           |                                                                         | Bat Out of Hell II: Back into Hell        |
| 1995                                                                                               | I'd Lie for You (And That's the Truth) (con Patti Russo)        | 13          | —           | 21          | 7           | 31          | 11          | 17          | 4           | 9           | 10          | 14          | 9           | 24          | 2           | - UK: Argento - US: Oro                                                 | Welcome to the Neighbourhood              |
| 1996                                                                                               | Not a Dry Eye in the House                                      | 82          | —           | —           | —           | —           | 80          | 93          | 23          | —           | —           | —           | —           | —           | 7           |                                                                         | Welcome to the Neighbourhood              |
| 1996                                                                                               | Runnin' for the Red Light (I Gotta Life)                        | —           | —           | —           | —           | —           | —           | —           | —           | —           | —           | —           | —           | —           | 21          |                                                                         | Welcome to the Neighbourhood              |
| 1998                                                                                               | A Kiss Is a Terrible Thing to Waste (con Bonnie Tyler)          | —           | —           | —           | —           | —           | —           | —           | —           | —           | —           | —           | —           | —           | —           |                                                                         | The Very Best of Meat Loaf                |
| 1999                                                                                               | Is Nothing Sacred (con Patti Russo)                             | —           | —           | —           | —           | —           | —           | —           | —           | —           | —           | —           | —           | —           | 15          |                                                                         | VH1 Storytellers                          |
| 2003                                                                                               | Did I Say That?                                                 | —           | —           | —           | —           | 40          | —           | 18          | —           | —           | —           | —           | —           | 56          | —           |                                                                         | Couldn't Have Said It Better              |
| 2003                                                                                               | Couldn't Have Said It Better (con Patti Russo)                  | —           | —           | —           | —           | —           | —           | 80          | —           | 43          | —           | —           | —           | —           | 31          |                                                                         | Couldn't Have Said It Better              |
| 2003                                                                                               | Man of Steel (con Pearl Aday)                                   | —           | —           | —           | —           | —           | —           | —           | —           | —           | —           | —           | —           | —           | 21          |                                                                         | Couldn't Have Said It Better              |
| 2006                                                                                               | It's All Coming Back to Me Now (con Marion Raven)               | —           | —           | —           | —           | 17          | —           | 7           | 34          | 15          | 1           | —           | —           | 21          | 6           |                                                                         | Bat Out of Hell III: The Monster Is Loose |
| 2006                                                                                               | Blind As a Bat                                                  | —           | —           | —           | —           | —           | —           | —           | —           | —           | —           | —           | —           | —           | —           |                                                                         | Bat Out of Hell III: The Monster Is Loose |
| 2007                                                                                               | Cry Over Me                                                     | —           | —           | —           | —           | —           | —           | —           | —           | —           | —           | —           | —           | —           | 47          |                                                                         | Bat Out of Hell III: The Monster Is Loose |
| 2010                                                                                               | Los Angeloser                                                   | —           | —           | —           | —           | —           | —           | —           | —           | —           | —           | —           | —           | —           | 107         |                                                                         | Hang Cool Teddy Bear                      |
| 2010                                                                                               | If I Can't Have You                                             | —           | —           | —           | —           | —           | —           | —           | —           | —           | —           | —           | —           | —           | —           |                                                                         | Hang Cool Teddy Bear                      |
| 2011                                                                                               | All of Me                                                       | —           | —           | —           | —           | —           | —           | —           | —           | —           | —           | —           | —           | —           | —           |                                                                         | Hell in a Handbasket                      |
| "—" indica una pubblicazione che non si è classificata o che non è stata pubblicata in quel Paese. |                                                                 |             |             |             |             |             |             |             |             |             |             |             |             |             |             |                                                                         |                                           |

## Videografia

### Album video
- 1982 – Live
- 1984 – Hits Out of Hell
- 1985 – Bad Attitude – Live!
- 1993 – Bat Out of Hell II: Picture Show
- 1999 – VH1 Storytellers
- 2004 – Bat Out of Hell: Live with the Melbourne Symphony Orchestra
- 2007 – 3 Bats Live
- 2009 – Bat Out of Hell: The Original Tour
- 2012 – Live in Sidney

### Video musicali
| Anno | Titolo                                                          | Regista           |
| ---- | --------------------------------------------------------------- | ----------------- |
| 1978 | Two Out of Three Ain't Bad                                      | Arnold Levine     |
| 1978 | You Took the Words Right Out of My Mouth                        | Arnold Levine     |
| 1978 | Paradise by the Dashboard Light                                 | Arnold Levine     |
| 1979 | Bat Out of Hell                                                 | Arnold Levine     |
| 1984 | Modern Girl                                                     | Brian Grant       |
| 1984 | Nowhere Fast                                                    | Brian Grant       |
| 1986 | Rock 'n' Roll Mercenaries                                       | Terence Donovan   |
| 1987 | Getting Away with Murder                                        |                   |
| 1993 | I'd Do Anything for Love (But I Won't Do That)                  | Michael Bay       |
| 1994 | Rock and Roll Dreams Come Through                               | Michael Bay       |
| 1994 | Objects in the Rear View Mirror May Appear Closer than They Are | Michael Bay       |
| 1995 | I'd Lie for You (And That's the Truth)                          | Howard Greenhalgh |
| 1996 | Not a Dry Eye in the House                                      | Howard Greenhalgh |
| 1999 | Is Nothing Sacred                                               | Tony van den Ende |
| 2003 | Couldn't Have Said It Better                                    | Nigel Dick        |
| 2006 | It's All Coming Back to Me Now                                  | P. R. Brown       |